# Reserve (Nuovo Messico)
Reserve è un villaggio degli Stati Uniti d'America, situato nello stato del Nuovo Messico, nella contea di Catron, della quale è il capoluogo.